# 日本大鲵
日本大鯢（學名：Andrias japonicus），俗名大山椒鱼，是大鯢屬的兩個種之一，主要集中分佈於日本本州島南部，四國和九州亦有發現，主要棲息在海拔300至700公尺的山間溪流中，目前是日本國寶及一級保護動物。
日本大鯢平均身長約40至70公分，大的可達1.5公尺，體形扁長，四肢很短，前肢4指，後肢5趾，趾間有蹼，有一短而側扁的尾巴。特點是背部有黑色斑點，頭部疣突單個出現，成年大鯢雙眼退化至身體兩側肉質皮褶内而不易看出。
之所以又名「大山椒鱼」，是由於其身有山椒味道的關係，但實屬兩棲動物，跟魚類絕無關聯。
日本大鲵以魚類為食，近年來與中國大鲵雜交問題嚴重，由於中國大鲵非日本原生種，和日本大鲵雜交後的個體通常長得特別巨大。

## 參見

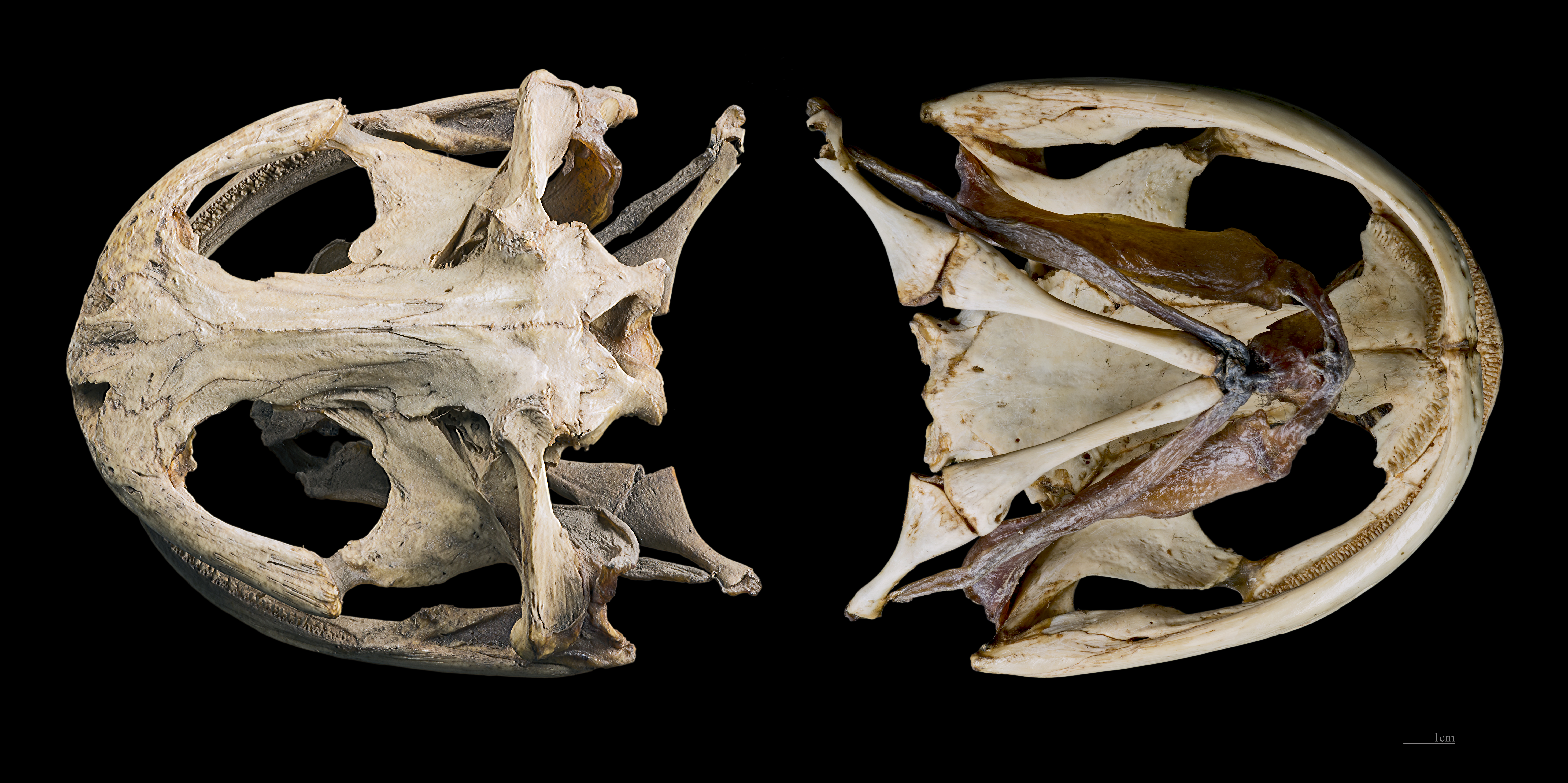
Andrias japonicus
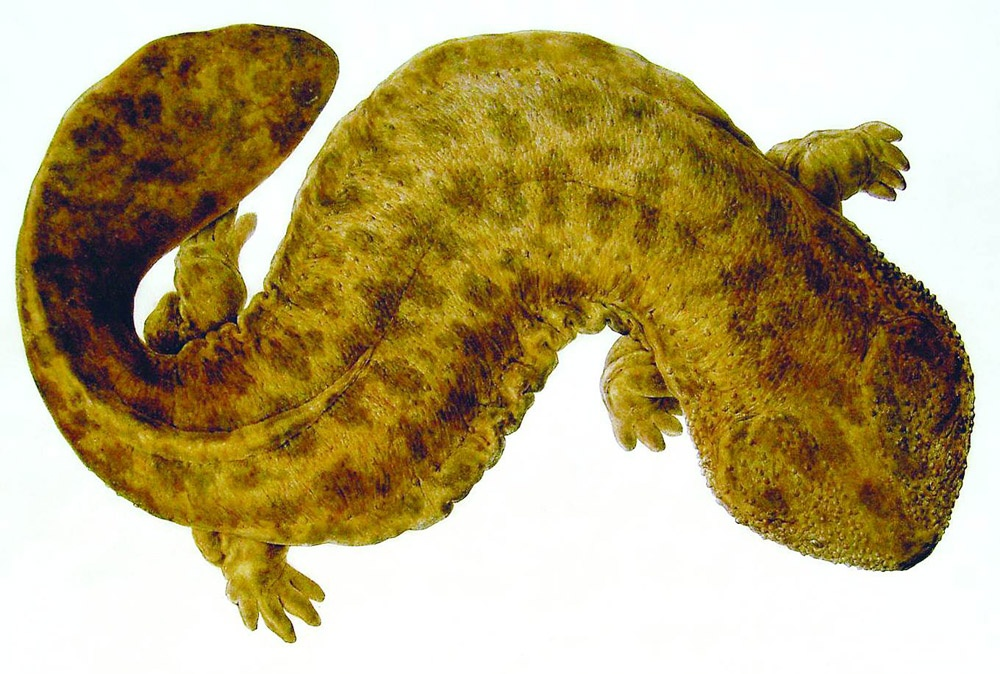
Andrias japonicus, Siebold collection